# Gagrella fragilis
Gagrella fragilis is een hooiwagen uit de familie Sclerosomatidae.